# Mike Lee
Michael Shumway Lee  (Mesa, Arizona, 4 de junio de 1971) es un político estadounidense. Actualmente representa al estado de Utah en el Senado de ese país. Está afiliado al Partido Republicano. Es miembro de La Iglesia de Jesucristo de los Santos de los Últimos Días, el credo dominante en Utah.

## Políticas
Ha votado en contra de las regulaciones ambientales de la Agencia de Protección Ambiental y de imponerle un impuesto al carbón. En 2016 dijo que los demócratas usan el cambio climático con fines políticos. Apoyó la campaña de Ted Cruz para Presidente de los Estados Unidos en las elecciones de 2016.
En 2017, fue uno de los 22 senadores que firmó una carta pidiéndole al presidente Donald Trump que saque a Estados Unidos del Acuerdo de París, el cual busca reducir los efectos del cambio climático. Según la ONG Center for Responsive Politics, Lee ha recibido desde 2012 más de 253.000 dólares de grupos de interés de la industria del petróleo, del gas y del carbón.